# Palacio de las Misiones

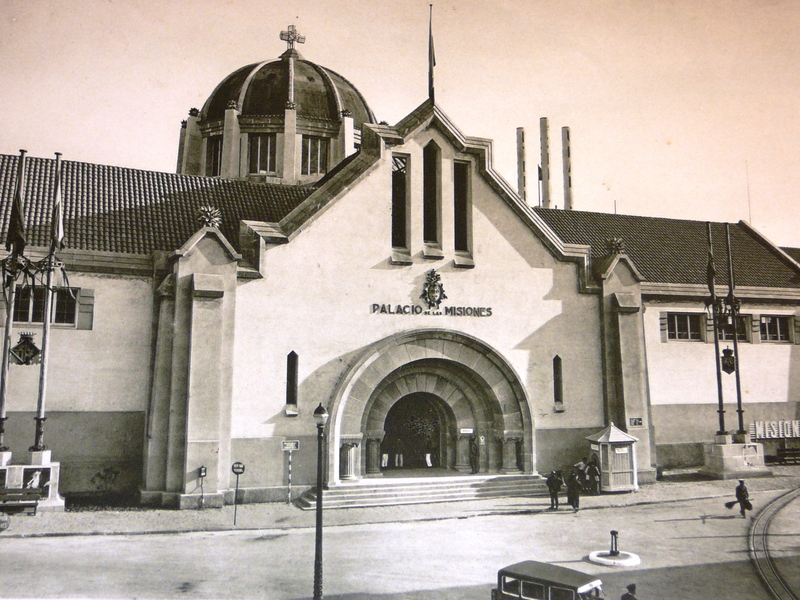
El Palacio de las Misiones en 1929

El Palacio de las Misiones, también denominado pabellón de las Misiones o pabellón misional, fue un edificio construido en construido para la exposición de 1929 que albergó las instituciones misioneras de la Conferencia Episcopal Española en Montjuic, Barcelona, durante la Exposición Internacional de Barcelona de 1929. Fue inaugurado el 29 de junio de 1929, diez días después del inicio de la exposición.
El edificio fue usado durante la Guerra Civil como checa del Servicio de información Militar, al finalizar la guerra sirvió como extensión de la prisión Modelo y a partir de 1944 fue la sede del Centro de Clasificación de Indigentes del Ayuntamiento de Barcelona entre 1952 y 1957. Fue demolido entre 1965 y 1970 durante las obras de remodelación del palacete Albéniz.

## Arquitectura
Estaba ubicado en el espacio en el que actualmente se encuentran los jardines de Joan Maragall, detrás del Palacio Nacional, al lado del palacete Albéniz. Fue proyectado por el arquitecto Antoni Darder, que también se encargó de proyectar otros edificios de la Exposición. Medía ciento veinticuatro metros de largo por cincuenta de ancho, con una superficie de 5000 m², y costó un millón doscientas noventa mil pesetas, costeadas por las administraciones públicas. La fachada principal estaba inspirada en las iglesias románicas, con arcos de medio punto confeccionados con dovelas, ventanas alargadas y estrechas y un remate de forma pentagonal. El edificio era de planta rectangular, con una cúpula octogonal en el vestíbulo central inspirada en el Renacimiento italiano.

## Exposición de 1929
La ceremonia de inauguración se celebró el 29 de julio de 1929, durante la dictadura de Primo de Rivera, e incluyó una cabalgata formada por alumnos de escuelas religiosas disfrazados como indígenas. El pabellón estaba dedicado a dar a conocer la labor de las instituciones misioneras, difundir la propaganda misional, recaudar donativos y destacar el exotismo y distancia cultural con los pueblos evangelizados para resaltar la dificultad de la empresa. Participaron 40 órdenes y congregaciones, de las cuales las 13 femeninas estuvieron organizadas en una sección común.
Debajo de la cúpula central se situaba una escultura en yeso llamada Jesucristo Rey de las Naciones y cuatro otras de misioneros españoles: el jesuita Francisco  Javier (destinado en Asia), el dominico Luis Beltrán (destinado en América), el franciscano Ramon Llull (destinado en África) y el agustino Andrés de Urdaneta (destinado en Oceanía). Se prepararon 110 estands con figuras de cera que reproducían escenas de costumbres y de labor misional. En los laterales, unas vitrinas exponían piezas y fotografías, aportadas por las diferentes congregaciones procedentes de todos aquellos países donde habían llegado los misioneros españoles.
Las distintas salas tenían estands referentes a los distintos continentes, una dedicada especialmente a Filipinas, y otras salas como la sala de Santa Teresita, utilizada para exponer los objetos litúrgicos donados durante la exposición para las misiones, la sala de los Mártires, dedicada a los misioneros muertos durante la labor, una biblioteca y una sala de conferencias. El material "exótico" se presentó en el pabellón de las Misiones a falta de un pabellón Colonial propiamente, pabellón dedicado a las colonias españolas Marruecos, Sáhara y Guinea con el que si contaba la exposición complementaria Iberoamericana de Sevilla de 1929. Algunos de los objetos se conservan en varios museos de la ciudad como en el Museo Etnológico y en el Museo Etnográfico Andino-amazónico situado en la iglesia de los Capuchinos de Sarriá.
También se publicó una revista oficial del pabellón llamada Revista de la Exposición Misional Española entre octubre de 1928 y octubre de 1930, con 18 números y volumen total de ochocientas setenta y dos páginas.
Paralelamente se organizaron otros dos eventos dedicados a las misiones, la Semana de Misiología y el Congreso Nacional de Misiones de Barcelona. Después de la Exposición el edificio fue utilizado como sala de conciertos, donde entre otros, el 12 de diciembre de 1929 realizó un concierto la pianista Alicia de Larrocha, a la edad de seis años.

## Prisión
Durante la guerra civil española, entre 1937 y 1939, el edificio se utilizó como checa (centro de detención) del Servicio de Información Militar, que lo utilizó para detener, interrogar, torturar, juzgar de forma sumarísima y ajusticiar al margen de las leyes a sospechosos de simpatizar con el bando sublevado. 
El 18 de septiembre de 1939, ya durante el franquismo, el alcalde de Barcelona Miguel Mateu Pla y el director de prisiones Isidro Castillón firmaron la cesión del edificio de propiedad municipal, como anexo a la cárcel de propiedad estatal Modelo, que estaba saturada.

## Centro de internamiento y albergue
En 1944 el edificio volvió a estar a disposición del municipio. El alcalde de Barcelona donó un millón de pesetas a la organización Auxilio Social para que rehabilitara el edificio con el objetivo de servir como albergue de personas sin hogar. Tras un crédito del Ayuntamiento de 209.448 pesetas en 1945, el centro de clasificación de "indigentes profesionales" fue inaugurado el 11 de marzo de 1945 como Pabellón de Clasificación de Montjuïc, y funcionó como tal hasta 1952. Según un informe oficial de 1951 en el centro se albergaban un promedio de 500 personas.
Durante la época franquista, entre los años 1952 y 1957, sirvió como espacio de reclusión temporal de las personas migrantes o que vivían en barracas detenidas en la ciudad y deportadas hacia sus lugares de origen, amparados en la Ley de vagos y maleantes de 1933. Para evitar ser deportadas tenían que demostrar que disponían de una vivienda, excluyendo las barracas, o un trabajo. Estas deportaciones eran organizadas por el Ayuntamiento de Barcelona que, ya por lo menos desde 1906, disponía de ordenanzas municipales que permitían la devolución de "vagabundos" a sus lugares de origen.El Ayuntamiento, que retornó entre el 52 y el 57 a unas 15.000 personas, aportaba personal de vigilancia y el Gobierno Civil y la RENFE subvencionaba este procedimiento pagando la mitad del coste del billete de vuelta, que posteriormente era facturado a los ayuntamientos de origen de los detenidos. A pesar de esto en muchas ocasiones los deportados volvían a Barcelona a mitad de camino.
La gran mayoría procedían del regiones del resto de España, y llegaban a la capital catalana en busca de empleo. A los tres días eran deportados (o evacuados, como se lo denominaba de forma oficial) a sus poblaciones de origen en expediciones que se hacían generalmente en tren siguiendo dos recorridos básicos: centro y norte (hasta Galicia y Castilla-Extremadura); y sur (hasta Cádiz y Huelva).
A partir de 1957 dejó de ser un centro de reclusión para ser un centro de acogida de personas sin hogar, como ocurrió con muchas familias procedentes de los barrios de barracas de la ciudad que eran demolidos, personas que estaban a la espera de alguna casa de protección oficial, o procedentes de barriadas destruidas por desastres naturales como la tormenta que destruyó el Somorrostro en 1958 o las inundaciones de las riadas del Vallés de 1962.
Las condiciones dentro del pabellón eran inhumanas, y los internos sufrían de hambre, falta de abrigo, camas y otros elementos básicos.